# Маріян Петров
Маріян Петров (болг. Мариан Георгиев Петров; нар. 14 вересня 1975, Велико-Тирново) – болгарський шахіст, гросмейстер від 2010 року.

## Шахова кар'єра
1991 року виборов титул чемпіона Болгарії серед юніорів до 16 років, а 1993-го – до 18 років. 1993 року представляв Болгарію на чемпіонаті світу серед юніорів до 18 років,  який відбувся в Братиславі, поділивши 9-те місце. Неодноразово брав участь у фіналах чемпіонатів країни, найбільшого успіху досягнувши 2002 року в Банкі, де виборов титул чемпіона Болгарії. У своєму доробку має ще бронзову медаль 2001 року. У 2002 році виступав за національну збірну на шаховій олімпіаді в Бледі, а також двічі був  учасником командного чемпіонату Європи (2001, 2003 – за другу збірну країни).
Гросмейстерські норми виконав у роках 2007 (Сан-Себастьян, поділив 1-місце разом з Якубом Чаконом, Збігнєвом Паклезою, Кевіном Спраггеттом і Рейнальдо Верою) і 2010 (двічі поділив 1-ше місце в Харкові, в одному турнірі разом з Олександром Носенком, а в другому – разом з Михайлом Сіманцевим).
Досягнув низки успіхів на міжнародних турнірах, зокрема:
- 1998 – посів 1-ше місце в Умео, посів 2-ге місце в Норрчепінгу,
- 2000 – поділив 1-ше місце в Тетевені,
- 2001 – посів 1-ше місце в Пловдиві, посів 1-ше місце у Велико-Тирново, посів 1-ше місце в Геусдалі, посів 1-ше місце в Панормо, посів 1-ше місце в Кавалі (разом з Михайлом Красенковим), поділив 2-ге місце в Стамбулі (чемпіонат балканських країн, позаду Васіла Спасова, разом з Деяном Божковим),
- 2002 – посів 1-ше місце в Ізнику,
- 2003 – поділив 1-ше місце в Рошфорі (разом із, зокрема, Юрієм Солодовніченком),
- 2004 – поділив 1-ше місце в Брюматі (разом із, зокрема, Юліаном Радульським),
- 2005 – посів 1-ше місце в Креоні,
- 2006 – поділив 1-ше місце в Ле-Туке (разом з Володимиром Єпішиним і Володимиром Бурмакіним),
- 2007 – поділив 1-ше місце в Ліоні (разом з Владіміром Дончя),
- 2009 – поділив 1-ше місце в Селесті (разом з Владіміром Дончя), поділив 1-ше місце в Тромсе (разом з Монікою Соцко, Емануелем Бергом і Реєм Робсоном),
- 2010 – поділив 1-ше місце в Благоєвграді (разом із, зокрема, Євгенієм Яневим і Кірілом Георгієвим), поділив 1-ше місце в Салоніках (разом з Крумом Георгієвим, Даніеле Вокатуро і Баришом Есеном),
- 2012 – поділив 1-ше місце на Мальті (разом з Бартоломеєм Геберлою).

Найвищий рейтинг Ело в кар'єрі мав станом на 1 вересня 2010 року, досягнувши 2549 очок займав тоді 13-те місце серед болгарських шахістів.

## Зміни рейтингу
| На цьому місці має відображатися графік чи діаграма, однак з технічних причин його відображення наразі вимкнено. Будь ласка, не видаляйте код, який викликає це повідомлення. Розробники вже працюють для того, щоби відновити штатне функціонування цього графіка або діаграми. | |
| | На цьому місці має відображатися графік чи діаграма, однак з технічних причин його відображення наразі вимкнено. Будь ласка, не видаляйте код, який викликає це повідомлення. Розробники вже працюють для того, щоби відновити штатне функціонування цього графіка або діаграми. |